# Мочинов, Александр Владимирович
Александр Владимирович Мочинов (узб. Aleksandr Vladimirovich Mochinov) — узбекистанский футболист; тренер.

## Биография
На протяжении своей карьеры в качестве футболиста выступал за различные клубы Узбекистана, наиболее известные среди которых «Насаф». В 2004—2005 годах выступал за казахстанские клубы «Тараз» и «Ордабасы».
В качестве тренера тренировал различные клубы Узбекистана, выступающие в различных по уровню дивизионах. В 2011 году получил лицензию PRO, в 2014 году прошёл инструкторские курсы АФК. Из команд Высшей лиги возглавлял «Бухару», «Обод» и «Согдиану». В 2017 году являлся главным тренером молодёжной сборной Узбекистана до 19 лет, с начала и до апреля 2018 года являлся главным тренером джизакской «Согдианы». Команда под руководством Мочинова набрала одно очко в пяти турах, и пост наставника занял Сергей Лущан. Был тренером-стажёром центра подготовки футболистов самарского клуба «Крылья Советов». 